# Kiss & tell (película)
Kiss & tell es una película independiente dirigida por Jordan Alan de género dramático y de Terror.
La película gira en torno a Molly (Justine Bateman) que aparece muerta con una zanahoria en el ano en el aeropuerto de Los Ángeles. Tres dectives interrogan a sus amigos (liderados por Heather Graham) para saber quién la mató y por qué.

## Ficha Artística
- Richmond Arquette - Detective Bob Starr
- Lewis Arquette - Inspector Dan Furbal
- Peter Greene - Detective John Finnigan
- Jill Hennessy - Interrogadora Angela Pierce
- Robert Cait - Dr. Goldwin, the Pathologist+
- Daniel Craig - Matt Kearney
- Mickey Cottrell - Dr. Chuck Montague
- Assumpta Serna - Dr. Monica DeBirdy
- Teresa Hill - Ivy Roberts
- Heather Graham - Susan Pretsel
- Rose McGowan - Jasmine Hoyle
- Maria Cina - Cynthia Tie
- Trista Delamere - Sara Lipton
- Pamela Gidley - Beta Carotene
- Alexis Arquette - Amerod Burkowitz
- Mako Nakayama - Dr. Wong (aparece como Makoto James Nakayama)

- Datos: Q5959982